# Miçanga

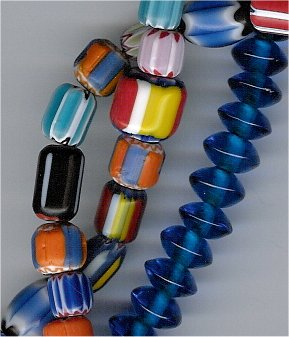
Pulseira de miçangas

Miçanga (português brasileiro) ou missanga (português europeu) é um pequeno objeto decorativo feito de materiais naturais como pedra, ossos, conchas, madeira ou, na maioria dos casos, de vidro. Costuma ser usado para enfeitar colares (ou qualquer ornamento feito com esses vidrilhos), e são reconhecíveis por serem dotados de um pequeno furo no centro para rosqueamento ou encordoamento. Depois, são atados a um fio, corrente ou colar. Suas cores e diferentes formas são muito utilizadas na área da moda, artesanato e decoração para compor peças únicas.

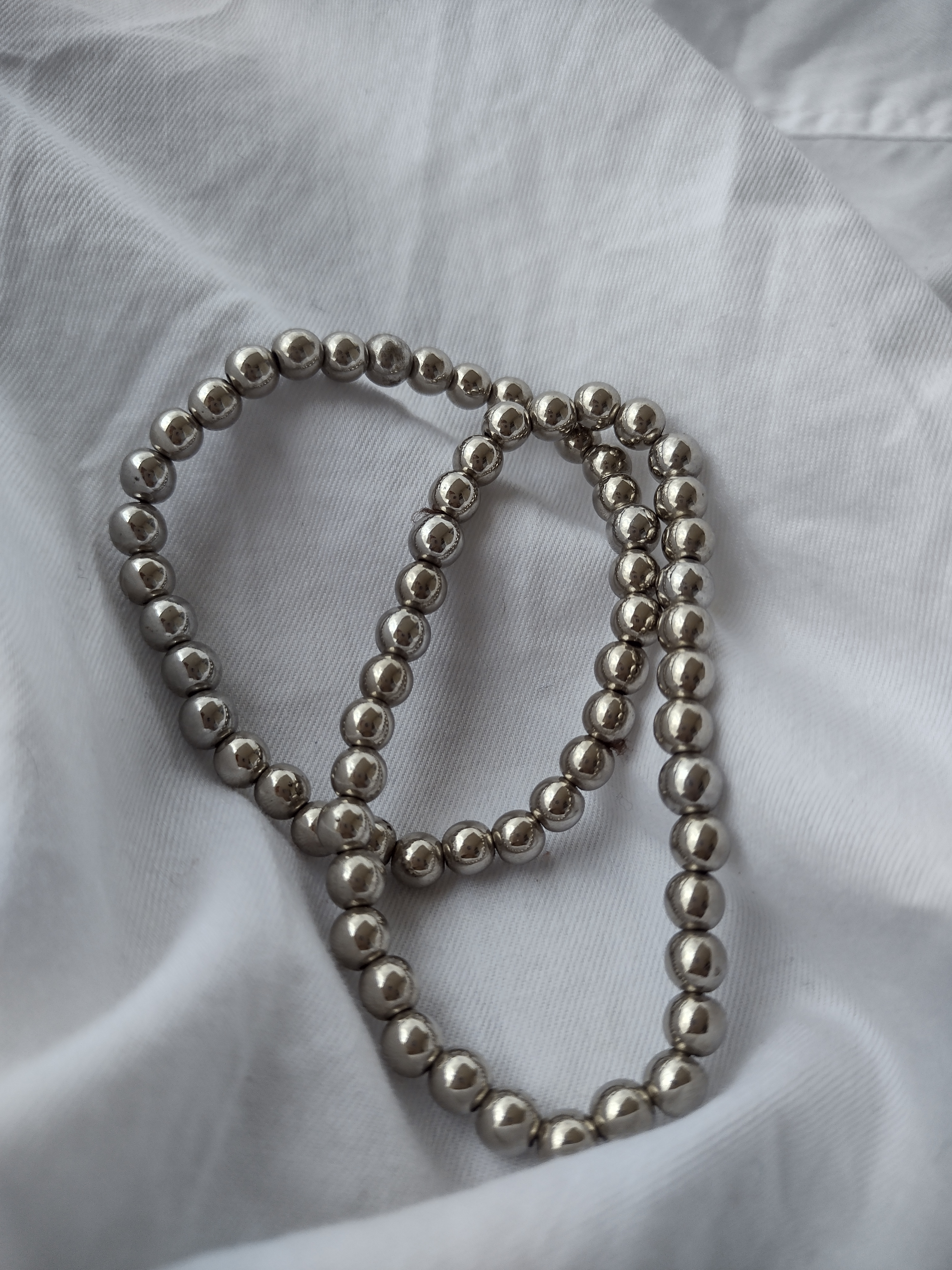
Pulseiras de miçangas prateadas

O uso de miçangas se originou na África do Sul e países adjacentes, onde possuem um valor espiritual, já que esses colares eram usados em seus primórdios para a oração ou devoção, ou talvez, para afugentar maus espíritos. Para os povos indígenas, seu significado não é puramente estético, para eles existe uma questão ligada à ancestralidade e corporalidade. No século XXI, a maior parte da criação de miçangas é voltada para acessórios de beleza que costumam ser vendidas nas praias do litoral.
As miçangas possuem uma ligação direta com as artes indígenas seguindo tradições da cultura, onde também utilizam com elas o uso de sementes diversas, penas, dentes, ossos, caroços de frutas, conchas, pedras e contas de diversos materiais como madeira e cristais. Para os povos indígenas, seu significado não é puramente estético, para eles existe uma questão ligada à ancestralidade e corporalidade.
Objetos artesanais indígenas, como pulseiras, braçadeiras, bandoleiras, tornozeleiras e brincos geralmente são produzidos pelas mulheres da aldeia. Elas escolhem o material, as cores a técnica e combinações gráficas, possuindo um estilo próprio. Seu Design gráfico contém um destaque visual, principalmente pelo seu sistema de padronagem com cores, formas e desenhos que a compõem. Para essas produções são utilizadas diferentes técnicas, com algodão cru ou envira.

## Etimologia
"Miçanga" viria do idioma xhosa masanga, palavra de origem africana que significa “contas de vidro miúdas”, que é o plural de usanga. Ou viria do tupi antigo posanga, "enfeite".

## História
A história na miçanga se iniciou com as contas de faiança e foram inventadas no Egito ou na Mesopotâmia em torno de 4 000 a.C. As contas de vidro aparecem quase simultaneamente na Ásia Ocidental, na região do Cáucaso, na Mesopotâmia e no Egito em torno de 2.340 a.C. Entretanto, em torno de 1.350 a.C., funcionou durante o chamado Novo Reinado, no Egito, a primeira fábrica de produção de contas de vidro em grande quantidade, patrocinada pelos faraós para seu consumo e o da corte. Ainda que de material exótico para a região, o vidro se torna rapidamente acessível para as pessoas com menor poder aquisitivo.
Os Romanos eram igualmente produtores de contas de vidro, que levavam para todas as regiões conquistadas. Eles levavam as miçangas de vidro para comércio a todo lugar que iam, pois elas eram cobiçadas por diversas regiões. Eram trocadas pelo Norte, como na Escandinávia, assim como pelo Leste e Sul, como China, Coréia, Irã, Síria, Mali e Etiópia. Diversas miçangas de vidro do período Romano foram encontradas em cada um desses países, frequentemente levantando a questão de onde elas eram originalmente manufaturadas devido à similaridade dos padrões e das técnicas manufatureiras.
Na Europa do Império tardio, as contas de vidro eram usadas pelos povos indígenas, pelos imigrantes, e pelos habitantes das populações nativas. A elite continuava usando jóias feitas de material precioso. De 330 a 1 400 d.C., existiam vários centros de produção de contas de vidro no Norte da Europa. A Igreja, no entanto, desestimula a produção de bijuteria feita de contas durante a Idade Média, por considerá-la um costume pagão.

### Miçangas na cultura africana

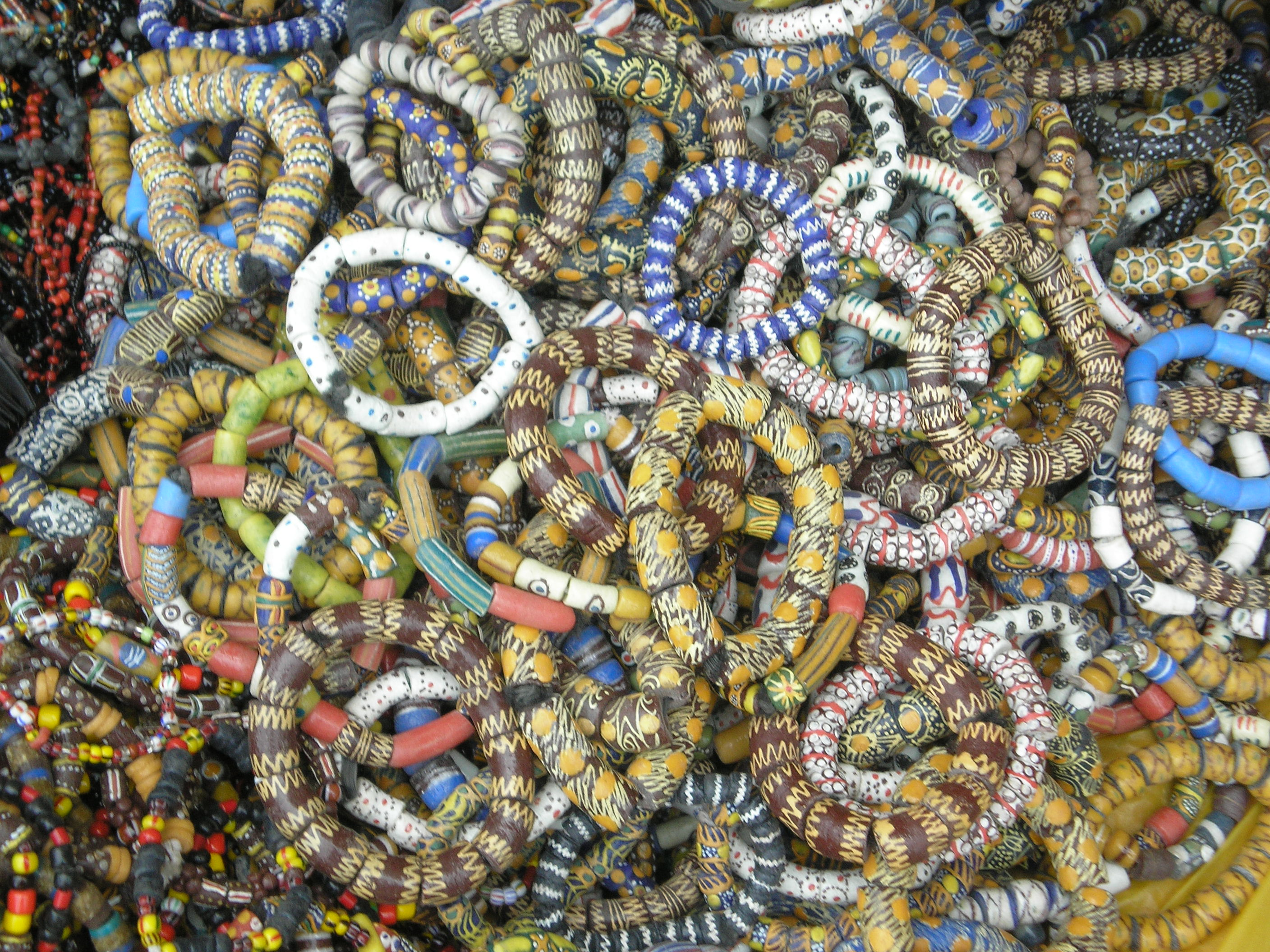
Miçangas de Gana

Na arte Iorubá, a realeza de Benin decora coroas, roupas e tronos inteiros, ornando essas peças com um valor acima do valor da matéria prima (as contas). Para este povo, as miçangas indicavam poder espiritual, tendo em vista sua capacidade de reter e refletir luz. Eram os reis que monopolizavam o acesso às contas, tanto as produzidas no local quanto as trocadas com viajantes estrangeiros.

## Miçangas e artesanato
As Miçangas são incorporadas essencialmente em materializações de estéticas e rituais. Estes artefatos são apreciados por sua pluralidade de tamanho, cores, formas, qualidade de brilho e durabilidade.

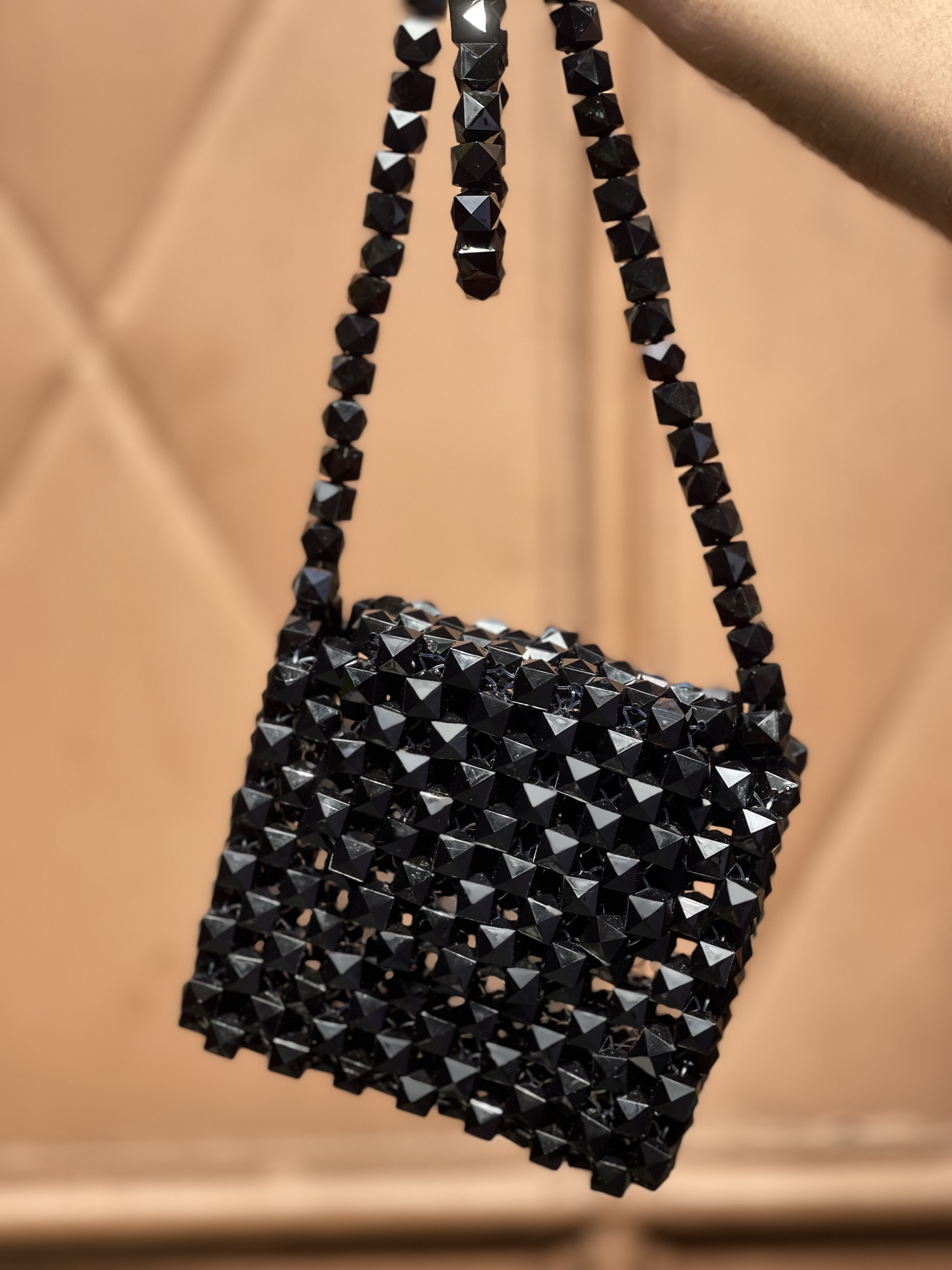
Bolsa feita de fios de nylon e miçangas de plástico

Desde os primórdios de sua criação, as miçangas foram exploradas como permutas pelos Romanos por toda a Europa, principalmente nas regiões conquistadas por eles. As miçangas caíram no gosto dos povos, ainda que a técnica de produção fosse desconhecida. Por outra perspectiva, eram vistas como preciosidades, sendo consideradas “verdadeiras pérolas” pelos povos indígenas e africanos. A valorização deste produto ocorre devido ao ritual de uma lógica local e particular, esteticamente controlada por formas, desenhos e técnicas, apropriando-se de matéria prima. As miçangas foram apropriadas pelos povos indígenas por meio do artesanato, mas logo retornaram para o design e a moda.
Os artesãos indígenas utilizavam elementos vegetais ou animais para a confecção desses artefatos. O uso deste objeto estimulava a arte desses povos. Eles se enfeitavam com colares, braceletes, tangas e cocares, e durante este processo de apropriação formaram as miçangas.  Este acessório incentiva a criatividade, como também a personalização de acordo com o seu gosto pessoal. Para fazer as miçangas, os artesãos começaram a usar materiais específicos como fio de silicone ou nylon, alicates, terminais, fechos e supercola. Existe uma gama de variedades de miçangas, entre as quais se destacam os modelos: Charlotte, Canutilho, Hexagonais, Strass, Metal, Pérolas, Semipreciosas, e Madeiras.
No decorrer dos anos, as miçangas se tornaram um caminho para o empreendedorismo. O método de produção exige apenas técnicas manuais e necessita de poucos materiais. Com isto, o investimento é baixo com relação à margem de lucro. No mercado do artesanato, a venda deste produto é uma oportunidade para renda extra e um negócio direcionado.